# NGC 4358
NGC 4358 ist eine Linsenförmige Galaxie vom Hubble-Typ S0 im Sternbild Ursa Major am Nordsternhimmel. Sie ist schätzungsweise 205 Millionen Lichtjahre von der Milchstraße entfernt und hat einen Durchmesser von etwa 60.000 Lj.

Im selben Himmelsareal befinden sich u. a. die Galaxien NGC 4290, NGC 4335, NGC 4362, NGC 4364.
Das Objekt wurde am 17. April 1789 von dem deutsch-britischen Astronomen Wilhelm Herschel entdeckt.